# Clube 15 de Novembro
Maillots
Le Clube 15 de Novembro est un club brésilien de football fondé en 1911, basé à Campo Bom dans l'État du Rio Grande do Sul. 
Le club évolue en championnat du Rio Grande do Sul, connu comme le championnat Gaúcho.

## Histoire

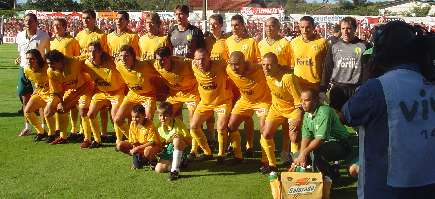
Photo de l'équipe en 2005.

Devenu professionnel en 1994, le club termine à la seconde place du championnat Gaúcho en 2002, 2003, 2005, chaque fois devancé par le Sport Club Internacional.

## Palmarès
- Copa Emídio Perondi (it) (1)
  - 2006